# جمعية التجمع القومي الديمقراطي
جمعية التجمع القومي الديمقراطي هي حزب سياسي في البحرين. هو الفرع البحريني الإقليمي لحزب البعث بقيادة العراق. يقود الحزب الأمين العام حسن علي ونائب الأمين العام محمود كساب. تم تأسيسه من قبل البحرينيين الذين درسوا في العراق إبان حكم حزب البعث خلال عقدي 1960 و1970. قاطع الحزب الانتخابات النيابية والبلدية البحرينية 2002 ولكن ليس في الانتخابات النيابية والبلدية البحرينية 2006. قاطع الحزب الانتخابات النيابية التكميلية البحرينية 2011 تضامنا مع الاحتجاجات. يقع المقر الرئيسي في قرية الزنج في محافظة العاصمة.
يعارض الحزب سياسات التجنيس الحكومية ويدعي أنه من غير العدل للبحرينيين أن يتنافسوا بالتساوي مع العمال الأجانب في الوظائف. لا يزالون موالين لصدام حسين ويؤيدون وفقا لصفحتهم على شبكة الإنترنت الربيع العربي. عارضت الجمعية غزو العراق عام 2003 واعتبرته عملا وحشيا ضد الشعب العراقي. يدعم الحزب بنشاط الإطاحة بالملكية الحالية مع الانتقال السلمي إلى الديمقراطية.
الجمعية جزء من تحالف معارض من أربعة أحزاب تعارض الحكومة التي تضم حزبين إسلاميين شيعيين (جمعية الوفاق الوطني الإسلامية وجمعية العمل الإسلامي) وجمعية العمل الوطني الديمقراطي اليسارية.